# Марту, Жасинта
Жасинта де Жезуш Марту (порт. Jacinta de Jesus Marto; 5 марта 1910, Povoação de Aljustrel, Фатима — 20 февраля 1920, Arroios, Анжуш) — португальская католическая святая, одна из трёх свидетелей явлений Девы Марии в 1917 году, более известных как «Три тайны Фатимы». Самая молодая по возрасту католическая святая из числа тех, которые не были мучениками за веру.

## Биография

### Ранняя жизнь
Жасинта Марту родилась 11 марта 1910 года в маленьком селе Алжуштрел, принадлежащего приходу городка Фатима, расположенного за сотню километров на север от столицы Португалии — Лиссабона. Её родители, Мануэл Педру и Олимпия де Жезуш Марту, были неимущими крестьянами, которые занимались разведением овец. Кроме девочки в семье было ещё пятеро братьев и сестра. Из других её родственников следует вспомнить двоюродную сестру Лусию Сантуш, которая жила неподалёку. Именно старший брат Жасинты, Франсишку Марту, и Лусия вместе с ней стали свидетелями нескольких явлений Богородицы.

### События 1916 года
Из-за бедности родители Жасинты не могли отдать детей в школу, поэтому девочка и её старший брат вместо обучения были привлечены к выполнению несложной сельскохозяйственной работы — в 1916 году они вместе с Лусией начали пасти овец. В один обычный день трое пастушков спрятались в пещере, где поели и прочитали Розарий, после этого они увидели юношу, который вышел к ним с оливковой рощи. Его фигура была белее снега, а на солнце казалась прозрачной, словно хрустальной. Приблизившись, он произнёс: «Не бойтесь! Я Ангел Мира! Молитесь со мной!». Упавши на колени, ангел велел трижды произнести: «Боже Великий! Верую, поклоняюсь Тебе, уповаю на Тебя и люблю Тебя. Прошу у Тебя прощения за всех тех людей, что не веруют в Тебя, не поклоняются Тебе, не уповают на Тебя и не любят Тебя». Слова ангела произвели на детей настолько большое впечатление, что они ещё долго повторяли их.
Того же года ангел явился этим самым детям ещё дважды. Первый раз он призвал их к непрестанным молитвам и пожертвованиям. Посланец Божий возвестил, что является Ангелом-хранителем Португалии и через покорное принятие страдания, которые Господь пошлёт маленьким пастушкам, они смогут спасти многих грешников и займут благодать мира для своей родины. Второй раз ангел показал им Святые Дары и причастил их.

### События 1917 года
13 мая 1917 года дети в очередной раз пасли овец на пастбище Кова-да-Ирия, когда увидели вспышку, которую они приняли за молнию, после чего на ветвях дуба появилась прекрасная женская фигура, которая излучала странное сияние. Женщина сообщила детям, что она пришла с Неба, однако не назвала себя. Таким образом, дети начали отождествлять её с Девой Марией, но не осмеливались величать фигуру именем Богородицы, обращаясь к ней просто «Госпожа». Божья Мать приказала детям приходить на это место каждый месяц 13 числа в течение следующих шести месяцев, во время этих встреч она пообещала им передать важное послание. Во время первой встречи Дева Мария сообщила, что Жасинта и Франсишку вскоре пойдут на небо, при этом дети увидели себя обёрнутыми светом, которым был Бог. После этого Божья Мать спросила детей, хотят ли они страдать на искупление грехов и ради обращения грешников. Никто из детей не отказался от добровольной жертвы. Госпожа попросила пастушков никому не рассказывать об этой встрече, но Жасинта, охваченная сильными чувствами, не удержалась и рассказала о случившемся дома.
Этот резонанс имел определённые последствия. Родители Жасинты и Франсишку сначала отнеслись с сомнением к словам маленькой девочки (впоследствии они стали её рассказам доверять), а родители Лусии считали свою дочь лживой фантазёркой. Некоторые из односельчан заинтересовались и пришли вместе с детьми к дубу 13 июня. На этот раз Небесная Госпожа призвала детей к почитанию Её Непорочного Сердца. 13 июля Богородица призывала продолжать жертвы за грешников, но каждая следующая встреча привлекала всё больше верующих, люди даже начали складывать под деревом денежные пожертвования.
Стихийное паломничество вызвало скепсис местного священника и крайне негативную оценку светской власти. В частности, глава муниципального округа Вила-Нова де Орем, Артур де Оливейра Сантос, который был фанатичным антиклерикалом, для опровержения «детских выдумок» приказал арестовать пастушков 13 августа 1917 года. Этим он пытался доказать, что никаких чудес на указанном месте не происходит. Дети были заключены в камеры вместе со взрослыми ворами, во время допроса они претерпели сильное психологическое давление. Малышам угрожали пытками и смертью, но они не отреклись от своих показаний. За отсутствием состава преступления они были отпущены. За это вмешательство августовское откровение произошло за несколько дней спустя (по воспоминаниям Лусии, ориентировочно 15 августа).
Во время заключительных явлений 13 сентября и 13 октября толпа паломников была уже несколько тысячной и в это же время произошло чудо солнца, свидетелями которого были не только избранные дети, но и все присутствующие. Кроме этого знаменательного события в третьем откровении дети увидели мучения грешников в аду и символические образы, смысл которых был обнародован гораздо позже (так называемая Фатимская тайна).

### После откровений
После указанных событий пастушки стали известными: к ним обращались за разъяснениями как односельчане, так и посторонние лица, часто просили помолиться за грешников и больных. Несмотря на это, дети продолжали жить обычной жизнью: работали, как и раньше, разве что пошли в школу, потому что об этом их просила Дева Мария. Одна из женщин относилась к ним враждебно, потому что считала детей заводилами. Однажды Жасинта, проходя мимо её дома, стала молить Господа о спасении души этой грешницы. Женщина случайно услышала эту просьбу, и она её так растрогала, что она уверовала в подлинность явлений и больше никогда не насмехалась над детьми.
В октябре 1918 года перед Жасинтой и Франсишку вновь появилась Дева Мария с обещанием скоро взять их на Небо. В 1919 году от испанского гриппа умер Франсишку. Позже эта же болезнь одолела и Жасинту. Уже после смерти Франсишку, которую Жасинта восприняла очень тяжело, Дева Мария явилась ей во второй раз. На этот раз она сообщила, что скоро Жасинту отвезут в Лиссабон и она больше никогда не увидит родных и умрёт в одиночестве.
Лечение девочки продлилось долго, пациентка успела поменять две больницы — грипп дал осложнения в виде гнойного плеврита. Жасинта длительное время мучилась от жажды и была настолько слаба, что уже не поднималась с кровати. 10 февраля 1920 года ей удалили два ребра, причём из-за проблемы с сердцем операция была осуществлена под местным наркозом. Жасинта и на этот раз мужественно перенесла страшную боль, жертвуя свои страдания за грешников. Впрочем, после оперативного вмешательства её состояние не улучшилось. 19 февраля она звала к своей кровати больничного капеллана с просьбой её причастить и соборовать, потому что она умрёт следующей ночью. Однако священник заверил, что её состояние не такое тяжёлое, как ей кажется, и пообещал прийти на следующий день. Жасинта Марту умерла в больнице 20 февраля 1920 года в 22:30 наедине.

### Деяния
Учитывая то, что все трое детей в равной степени были свидетелями явлений Ангела Мира и Девы Марии, деяния Жасинты Марту трудно отделить от деяний её брата и двоюродной сестры. В то же время, её жизненная миссия имела свою специфику, связанную с особенностями возраста и характера.
По воспоминаниям Лусии, до откровений Жасинта была жизнерадостной, немного шаловливой девочкой, но очень уязвимой. Во время игр с другими детьми она часто обижалась и не быстро прощала. Она также была очень чувствительна к красоте окружающего мира. Будучи самой молодой из всех свидетелей, она восприняла события с наибольшей непосредственностью и искренностью. После причастия она выражала сожаление, что в силу своего возраста не может принять Евхаристию и таким образом приобщиться к делу спасения грешников. А после призыва Девы Марии посвятить свои страдания Богу как искупление за грешников, Жасинта стала взрослее и с увлечением начала творить добрые дела.
Она обратила внимание на детей-попрошаек, которые часто просили еду возле её дома, и отдала им свой обед. Впоследствии она начала делать это настолько часто, что дети ждали её около дороги ежедневно. Жасинта с радостью отдавала им всю еду, несмотря на то, что сама была бедной. Она перестала танцевать и петь, хотя раньше любила развлекаться в свободное время. Иногда на пастбище собирала горькие жёлуди и масла, после чего потребляла их как жертву за грешников. Под одеждой начала носить волосяной пояс и делала это постоянно. В одном из явлений Дева Мария даже выразила желание, чтобы Жасинта ограничила эту жертву только дневным временем. Был случай, когда страдая в полдень от жажды, она отказалась от воды, терпела головную боль, подчёркивая, что приносит свои страдания за спасение грешников. Даже тогда, когда страдать не приходилось, Жасинта придумывала способы «искупать» перед Господом, например, ловила бабочек и отпускала их как «жертву».
Впрочем, список её добрых дел не ограничивался лишь по-детски наивными поступками. Уже в самом начале её подруга Лусия столкнулась с враждебным отношением к себе со стороны родственников. Мать, которая любила дочь, не поверила, что обычная сельская девушка достойна видеть Деву Марию. Сначала недоверием, а потом руганью и избиениями она заставляла дочь «признаться» во лжи. Лусия сильно страдала, более того, пережила настоящий кризис веры. Жасинта с братом в это время стали для неё настоящими врагами, призывая к терпению ради спасения других людей.
Ещё глубже сила веры будущей святой проявила себя во время заключения. Жасинта восприняла арест с отчаянием, который усугублялся тем, что родители не пришли навестить детей в тюрьму. Тюремные надзиратели ужасали детей тем, что сварят их заживо в масле. Несмотря на нелепость таких заявлений, маленькая Жасинта восприняла их как действительную угрозу. Со слезами она жертвовала последние, по её мнению, времена своей жизни Иисусу Христу на искупление грехов других. Взрослые заключённые жалели детей и советовали им прокладывать путь на волю через фальшивое признание, но ни один из трёх свидетелей не захотел отречься от обещаний, данных Божьей Матери, а Жасинта заявила, что скорее умрёт, чем будет ложно свидетельствовать. Сила духа маленьких страдальцев была настолько сильной, что даже в тюремной камере они продолжали молиться — об этом их просила Богородица. Глядя на них, воришки становились на колени и присоединялись к молитве. Вершиной её земной жизни стали страдания, перенесённые в болезни. В этот период жизни (как дома, так и в больнице) Жасинта продолжала жертвовать свою боль за спасение грешников, терпела бесконечные тягостные посещения, сторонних заинтересованных лиц и воздерживалась от питья в знак покаяния.

## Признание
После смерти тело Жасинты в белом платье для первого Причастия и украшенное голубой лентой (символический цвет Девы Марии), поместили для поклонения в открытом гробу в храме Девы Марии Ангелов. 12 сентября 1935 года останки были перенесены в Фатиму, где их перезахоронили рядом с останками умершего Франсишку.
В 1937 году папа Пий XI заявил, что канонизация Жасинты Марту невозможна, учитывая её малый возраст: в то время считалось, что свидетели явлений, не до конца осознавая их суть, не могли в полной мере постичь всей глубины христианских добродетелей. Однако в 1951 году состоялась повторная эксгумация и её результаты оказались такими же, как и в первый раз, — останки Жасинты оставались нетленными. Несмотря на это, в 1952 году была начата подготовка к беатификации. Епископ Лейрии-Фатимы в 1979 году призвал епископов мира приобщиться к делу предоставления необходимых для этого процесса доказательств. На призыв откликнулось около 300 церковных иерархов. Того же года Конгрегация по канонизации святых начала рассмотрение предоставленных свидетельств, которое завершилось в 1989 году. 13 мая 2000 года Жасинта и Франсишку были беатифицированы папой Иоанном Павлом II, а 13 мая 2017 года на сотую годовщину Фатимских явлений, они были канонизированы папой Франциском.